# گوباسویکا
گوباسویکا (به لاتین: Gubałówka) یک کوه در لهستان است که در شهرستان تاترا واقع شده‌است. گوباسویکا ۱٬۱۲۶ متر بالاتر از سطح دریا واقع شده‌است.